# Credință și acțiune în Islam
Pentru musulmani baza religiozității este reprezentată de iman (credintă) și poate fi dovedită prin akhlaq (etică, moralitate) si amel (acțiune). 
Akhlaq, (pl.khuluq)= etică, termen utilizat în Coran pentru a face referire la caracterul exemplar al Profetului Muhammad. Tradiția filozofică musulmană a „akhlak„ a dezvoltat un cadru rațional de analiză prin gânditorii cheie: Al- Farabi (d.950 ), Ibn Miskawayh (d.1030), Ibn Sina sau Avicenna (d. 1037) și Nasir al-Din Tusi (d.1273/74) 
Încă din perioada de formare a islamului au existat controverse despre modalitatea de evaluare a unei persoane ca musulman/ă. Răspunsurile au variat în funcție de școala juridică de care aparțineau teologii și s-au sintetizat în Stâplii de bază ai Islamului: ce reprezintă obligațiile oricărui musulman și trebuie respectați prin acțiunile credincioșilor.
Săvârșirea mărturiei de credință (șahada), „formulă ritualistică, care sintetizează credința islamică în unitatea lui Allah și în misiunea profetică a lui Muhammad„ nu este suficientă pentru a fi considerat un musulman adevărat. Această mărturie de credință trebuie respectată prin îndepinirea obligațiilor și interdicțiilor specificate în Coran și în sunna, cu sinceritate și cu inima deschisă, prin fapte bune pentru a caștiga bunavoința lui Allah. Abia atunci o persoană poate fi considerat „sâlih amel” adică drept-credincios. Coranul promite raiul celor care efectuează fapte bune iar celor necredincioși le este promis iadul.
„Iar aceia care au crezut și au sãvârșit fapte bune, aceia sunt oaspeții Raiului și ei în el vor rãmâne veșnic. 
Dar nu! Aceia care au sãvârșit un pãcat și pe care i-a împresurat pãcatul, aceia sunt oaspeții Focului și ei în el vor rãmâne veșnic.„ 

## Păcatele în islam
Islamul imparte păcatele în două categorii: păcate mari și mici. Exegeții, deși au opinii diferite în abordarea păcatelor mari, iau ca referință hadit-ul ”Evitați cele șapte lucrurile nocive: aducerea de asociati lui Allah, magia , uciderea unui suflet nevinovat, cheltuirea averilor orfanilor, aplicarea dobânzilor, fuga de pe câmpul de luptă și defăimarea femeilor caste și credincioase.” la care se adaugă, în funcție de școala juridică islamică de care aparțin, alte păcate. Păcatele mici sunt și ele enumerate fără o pedeapsă anume dar pot duce la comiterea de păcate mari.
Versetele: „De vã veți feri de pãcatele mari, care vã sunt oprite, vã vom ierta pentru faptele voastre rele [mãrunte] și vã vom lãsa sã intrați într-un loc nobil.„  / „Acela care va veni cu o faptã bunã va avea parte de zece asemenea ei, iar acela care va veni cu o faptã rea nu va fi rãsplãtit decât cu o faptã pe mãsura ei. Dar nu li se va face nici o nedreptate!„  fac referire la gravitatea păcatelor și la iertarea acestora.

## Consemnarea faptelor
Conform islamului, fiecare persoană poartă pe umeri doi îngeri ce au datoria de ”a scrie” faptele efectuate în timpul vieții în „Cartea faptelor„. Pe umărul stâng este îngerul însărcinat cu înregistrarea faptelor rele, a păcatelor, iar pe umărul drept îngerul însărcinat cu înregistrarea faptelor bune. Acești doi îngeri însemnează faptele, cuvintele, gesturile bune și rele. Păcatele neefectuate și gândurile păcătose nu sunt înregistrate; acestea sunt știute doar de Allah. „Eu știu și ce ascunzi, și ce dezvălui„. Acești doi îngeri înregistrează faptele fiecărei persoane în timpul vieții iar la moartea acestei persoane „Cartea faptelor„ se închide urmand ca la Judecata de Apoi să fie puse în balantă faptele bune și rele ce vor dicta locul de veci: raiul, daca faptele bune atârnă greu sau iadul dacă balanța se înclină spre faptele rele. 
La sfârșitul efectuării salat-ului musulmanul întoarce privirea spre umărul drept și apoi spre umărul stâng salutând îngerii cu cuvintele: „Fie ca pacea și mila lui Allah să fie asupra ta„. În cazul în care rugăciunea se efectuează în congregație, privirea este întoarsă spre umărul vecinilor de rugăciune.
Oamenii vor primi răsplată sau pedeapsă conform faptelor efectuate voit. De asemenea, cei care săvârșesc neintenționat, fără cunoștință de cauză o faptă rea nu sunt evaluați ca păcătoși, dar dacă intenția și acțiunea este rea atunci vor primi pedeapsa pe măsură.
„Acela care va veni cu o faptã bunã va avea parte de zeceasemenea ei, iar acela care va veni cu o faptã rea nu va fi rãsplãtit decât cu o faptã pe mãsura ei. Dar nu li se va face nici o nedreptate!„ Pentru că omul este păcătos prin natura sa și pentru ca în Judecata de Apoi balanța să încline către faptele bune, pentru fiecare păcat este consemnat un păcat, iar pentru fiecare faptă bună primește înzecit sau cel puțin dublu.

## Căința
„Acela care se cãiește, crede și sãvârșește fapte bune; acestora le va schimba Allah faptele rele cu fapte bune, cãci Allah este Iertãtor, Îndurãtor. Iar acela care se cãiește și sãvârșește fapte bune se întoarce la Allah ispãșit„  Căința reprezintă regretul sincer și promisiunea de a nu repeta păcatul sau fapta rea comisă.. Promisiunea de a nu mai comite păcate portă denumirea de „tewbe„. Un alt tip de ștergere a păcatelor este cererea de iertare de la Allah: „istigfar„. 

## Concluzii
Pentru a demonstra credința în Allah ritualul de sahada nu este suficient atât timp cât faptele și intențiile omului nu sunt în armonie. Exemplul dat în această directie de Coran face referire la mărturia de credință - efectuată de faraon înaintea înnecului- ce a fost în zadar. 